# Bulbophyllum antioquiense
Bulbophyllum antioquiense là một loài phong lan thuộc chi Bulbophyllum.